# Лоранс Плазне
Лоранс Плазне (на френски: Laurence Plazenet) е френска литературоведка, литературен критик и писателка на произведения в жанра социална драма, любовен роман и документалистика.

## Биография и творчество
Лоранс Плазне е роден на 22 юни 1968 г. в Париж, Франция. Следва във Висшето нормално училище в Париж, където завършва през 1988 г. и печели през 1990 г. състезание по класическа литература за докторантура. Следва в Принстънския университет до 1994 г., завършва класическа литература и получава докторска степен по френска барокова литература.
В периода 1996 – 2017 г. преподава в университета Университета Париж-IV: Пари-Сорбон, а сред това става професор по френска литература в университета Клермон-Оверн в Клермон-Феран. В периода 2009 – 2014 г. е младши член на Университетския институт на Франция.
През 1997 г. е издадена документалната ѝ книга „Удивление и наслада. Сравнителна и поетична рецепция на гръцкия роман във Франция и Англия през шестнадесети и седемнадесети век“, която е изследване на литературата от 17-ти век и янсенизма. Нейните изследвания продължават с изследвания на Жан Бодоин, Франсоа дьо Ларошфуко, Блез Паскал, бароковата литература, и др.
През 2005 г. е издаден романът ѝ „Любовта единствена“. Госпожица Луиз Д’Албрехт е петнайсетгодишна ученичка и се влюбва в своя учител господин Дьо Рамон и двамата започват любовна връзка, като той я учи на удоволствията на плътта и духа, а тя често страда от мъченията на ревността и мъките на отсъствието. След като той я напуска завинаги, а тя губи детето си, се отдава на и аскетично съществуване. Романът е характерен с финия си психологически детайл, обръщайки се към най-неизследваните страни на най-романтичното човешко чувство. Книгата получава наградата „Шарл Омон“ на Френската фондация и стипендия от Дружеството на литераторите, а през 2012 г. получава наградата за литература на Европейския съюз.
Тя е и автор на романите „Раната и жаждата“ (2009) и „Диспропорцията на човека“ (2010).
Лоранс Плазене е член на журито за наградата за литература „Андре-Жид“ от 2014 г., президент е на Общество на приятелите на Порт-Роял и научен директор на Международния център „Блез Паскал“ от 2018 г.
Лоранс Плазне живее със семейството си в Париж.

## Произведения

### Самостоятелни романи
- L'Amour seul (2005) – награда за литература на Европейския съюз[1][2]
Любовта единствена, изд.: ИК „Колибри“, София (2015), прев. Галина Меламед
- La Blessure et la soif (2009)
- Disproportion de l'homme (2010)

### Документалистика
- L'ébahissement et la délectation. Réception comparée et poétique du roman grec en France et en Angleterre aux xvie et xviie siècles (1997)[1][2]
- Port-Royal (Mille & une pages) (2012)